# The Lancet
The Lancet (Lancet, «Ланцет») — щотижневий загальномедичний науковий журнал, один з найдавніших та найвідоміших. Вважається одним з найпрестижніших медичних журналів у світі.
The Lancet було засновано у 1823 Томасом Воклі (англ. Thomas Wakley), англійським хірургом, який назвав його на честь хірургічного інструмента — ланцета, що найбільш подібний до сучасного інструмента — скальпеля.
The Lancet  друкує оригінальні та редакторські статті, статті-огляди, огляди літератури, описи клінічних випадків, тощо.
З 1991 року Ланцет перейшов у власність видавництва Elsevier. Головним редактором з 1995 є Річард Гортон (англ. Richard Horton). Журнал має редакторські офіси в Лондоні, Нью-Йорку, Пекіні.

## Впливовість
У 2014 за даними Journal Citation Reports, коефіцієнт впливовості журналу був визначений на другому місці серед загальномедичних журналів (на рівні 45.217), поступився лише Медичному журналу Нової Англії (NEJM) (55.873).

## Спеціалізовані журнали
«Ланцет» також публікує кілька журналів за окремими спеціальностями: The Lancet Neurology (неврологія), The Lancet Oncology (онкологія), The Lancet Infectious Diseases (інфекційні хвороби), The Lancet Respiratory Medicine (пульмонологія),The Lancet Psychiatry (психіатрія), та The Lancet Diabetes and Endocrinology (ендокринологія), кожен з яких публікує огляди та оригінальні дослідження. У 2013 The Lancet Global Health (глобальне здоров'я) став першим повністю відкритим журналом із групи. Три вказані спеціалізовані журнали (The Lancet Neurology, The Lancet Oncology, та The Lancet Infectious Diseases) здобули сильну репутацію в своїй медичній галузі. Згідно з повідомленням про цитування журналів 2013, викладеним Thomson Reuters, імпакт-фактор The Lancet Neurology — 22, The Lancet Oncology — 25, а The Lancet Infectious Diseases — 20.  Існує вебсайт у форматі блогу для студентів The Lancet Student, що працює з 2007 року.

## Нумерація журналів
До 1990, «Ланцет» мав нумерацію томів, що оновлювалась кожного року. Видання з січня по  червень були в томі І, інші — в томі ІІ. З 1990 журнал почав нумерувати без оновлення, починаючи з тому 335, по два тома на рік. Попередні томи були перенумеровані, зокрема останній том 1989-го став 334. Наукова пошукова система ScienceDirect використовує цю нову нумерацію.

## Протиріччя
«Ланцет» обирав певний політичний бік у кількох медичних та немедичних питаннях. Останні приклади включають критику Всесвітньої організації охорони здоров'я (ВООЗ), заперечення щодо критики ВООЗ на рахунок ефективності гомеопатії як лікувального методу. Також суперечливими були заклик у 2003 щодо заборони тютюну, заклик щодо незалежного розслідування про американське бомбардування госпіталю в Афганістані у 2015.

### Суперечки щодо вакцин та аутизму (1998)
«Ланцет» критикували після того, як у ньому в 1998 було надруковано роботу, де автори припускали зв'язок між вакциною MMR (від кору, краснухи та епідемічного паротиту) та аутизмом. У лютому 2004, Ланцет опублікував заяву 10 з 13 співавторів журналу відкидаючи можливість того, що вакцина MMR може викликати аутизм. Головний редактор, Річард Хортон, повідомив, що журнал мав «фатальний конфлікт інтересів», бо провідний автор дослідження, Ендрю Уейкфілд, мав серйозний конфлікт інтересів, про який він не повідомив Ланцет. Журнал повністю прибрав роботу 2 лютого 2010 року, коли було встановлено, що Wakefield при проведенні дослідження діяв неетично.
Шість редакторів «Ланцету», включно з головним редактором зазнали критики і у 2011, бо вони «прикривали» «сфабрикований страх Wakefield перед вакциною MMR» «лавиною відмов» у 2004.

### Обмеження тютюну (2003)
У грудні 2003 редакторська стаття під заголовком «Як Ви спите вночі, Містер Блер?», закликала до повної заборони паління в Об'єднаному королівстві. Королівська колегія лікарів (англ. The Royal College of Physicians) відхилила їх аргументи. John Britton, голова групи дослідження тютюну колегії, похвалив журнал за обговорення проблеми зі здоров'ям, але він заключив, що «заборона на тютюн буде нічним жахом». Аманда Сендфорд (англ. Amanda Sandford), речник групи проти паління «Вплив на Паління та Здоров'я» (англ. Action on Smoking and Health) заявила, що криміналізування поведінки 26 % населення є «сміховинним». Вона також сказала: «Ми не можемо повернути час назад. Якщо б заборонили тютюн, у нас мали б 13 мільйонів людей, що відчайдушно прагнули препарат, який вони не змогли б отримати.» Заступник головного редактора Ланцету відповів на критику, стверджуючи, що ніякі інші заходи, крім повної заборони, ймовірно, не зможуть скоротити споживання тютюну.

### Суперечки щодо числа загиблих в Іраку (2004)
«Ланцет» також видав спірну оцінку числа загиблих в Іраку під час війни — близько 100000 в 2004 році. У 2006 році ця ж команда в наступному дослідженні припустила, що смертність від насильницької смерті не лише залишилась на тому ж рівні, але й збільшилась. У пізнішій статті NEJM «Iraq Family Health Survey» вказувались нижчі показники.

### Дискусія з Ватиканом щодо презервативів та профілактики СНІДу (2009)
У 2009 в редакційній статті журнал звинуватив Папу Бенедикта XVI у публічному спотворенні наукових даних про презервативи: з метою просунути католицьке ставлення до дошлюбної цноти як найкращого засобу у профілактиці СНІДу. Ватикан захищався, вказуючи на більш ранню статтю «Ланцету», опубліковану в 2000 році, в якій стверджувалось, що презервативи не можуть бути достатньо ефективними для розв'язання проблеми СНІДу.

### Індія та супербактерії (2010)
У серпні 2010, The Lancet Infectious Diseases опублікував статтю про фермент, що наділяє бактерій множинною стійкістю до лікарських засобів, якого раніше було названо (метало-бата-лактамаза Нью-Делі) New Delhi metallo-beta-lactamase або NDM-1, ґрунтуючись на припущенні про походження механізму. Стаття повідомляла про 44 клінічні ізолювання бактерій, позитивних по NDM-1 з Ченнаї, 26 з Хар'яни, 37 (від 29 пацієнтів) з Об'єднаного Королівства та 73 з інших місць в Індії, Пакистані та Бангладеші. З 29 британських пацієнтів, 17 відвідували Індію чи Пакистан впродовж останнього року, 14 були госпіталізовані в цих країнах. Автори статті вказували на медичний туризм в Індію як причину поширення бактерії, що має NDM-1, хоча індійський уряд це заперечував.